# Gmelinite-Ca
La gmelinite-Ca è un minerale.

## Etimologia
Il nome è in onore del chimico tedesco Christian Gottlob Gmelin (1792-1860).